# Acothrura impunctata
Acothrura impunctata är en insektsart som först beskrevs av Jacobi 1905.  Acothrura impunctata ingår i släktet Acothrura och familjen Lophopidae. Inga underarter finns listade i Catalogue of Life.